# 프로스트 뱅크 센터
프로스트 뱅크 센터(영어: Frost Bank Center)는 미국 텍사스주 샌안토니오에 소재한 실내 경기장이다. 현재 NBA 샌안토니오 스퍼스, AHL 샌안토니오 램페이지의 홈경기장으로 사용되고 있으며, 과거 WNBA 샌안토니오 스타스의 홈 경기장으로 사용했으면, G 리그 오스틴 스퍼스의 제 2홈경기장으로 사용했다.